# Oliver Lukić
Oliver Lukić (Viena, Austria, 22 de septiembre de 2006) es un futbolista croata que juega de centrocampista en el Red Bull Salzburgo de la Bundesliga austríaca.
El 11 de octubre de 2023 fue nombrado por el diario inglés The Guardian uno de los mejores jugadores del mundo nacidos en 2006.

## Trayectoria
Comenzó su carrera en el FK Austria Viena en 2012, y fue ascendiendo en sus categorías inferiores. En verano de 2022 fichó por la academia del Red Bull Salzburgo. El 19 de mayo de 2023 debutó como profesional con el equipo reserva del Red Bull Salzburgo, el F. C. Liefering, como suplente en un empate 1-1 en la 2. Liga contra el SV Lafnitz. El 20 de julio de 2023 firmó su primer contrato profesional con el Red Bull Salzburgo hasta 2026, y prolongó su estancia en el Liefering para la temporada 2023-24.

## Selección nacional
Nació en Austria, de padres croatas de Bosnia-Herzegovina. Fue internacional juvenil con Austria, con la que llegó a jugar hasta la sub-18 de ese país. Más tarde cambió de selección y decidió representar a Croacia.

## Estadísticas

### Clubes
Actualizado al último partido disputado el 2 de noviembre de 2024.
| Club                         | Div.          | Temporada     | Liga  | Liga  | Liga   | Copas nacionales | Copas nacionales | Copas nacionales | Copas internacionales | Copas internacionales | Copas internacionales | Total | Total | Total  |
| Club                         | Div.          | Temporada     | Part. | Goles | Asist. | Part.            | Goles            | Asist.           | Part.                 | Goles                 | Asist.                | Part. | Goles | Asist. |
| ---------------------------- | ------------- | ------------- | ----- | ----- | ------ | ---------------- | ---------------- | ---------------- | --------------------- | --------------------- | --------------------- | ----- | ----- | ------ |
| F. C. Liefering · Austria    | 2.ª           | 2022-23       | 3     | 0     | 0      | —                | —                | —                | —                     | —                     | —                     | 3     | 0     | 0      |
| F. C. Liefering · Austria    | 2.ª           | 2023-24       | 8     | 0     | 1      | —                | —                | —                | —                     | —                     | —                     | 8     | 0     | 1      |
| F. C. Liefering · Austria    | 2.ª           | 2024-25       | 8     | 0     | 1      | —                | —                | —                | —                     | —                     | —                     | 8     | 0     | 1      |
| F. C. Liefering · Austria    | Total club    | Total club    | 19    | 0     | 2      | 0                | 0                | 0                | 0                     | 0                     | 0                     | 19    | 0     | 2      |
| Red Bull Salzburgo · Austria | 1.ª           | 2024-25       | 0     | 0     | 0      | 1                | 0                | 0                | 1                     | 0                     | 0                     | 2     | 0     | 0      |
| Red Bull Salzburgo · Austria | Total club    | Total club    | 0     | 0     | 0      | 1                | 0                | 0                | 1                     | 0                     | 0                     | 2     | 0     | 0      |
| Total carrera                | Total carrera | Total carrera | 19    | 0     | 2      | 1                | 0                | 0                | 1                     | 0                     | 0                     | 21    | 0     | 2      |